# 约翰·吉纳考普劳斯
约翰·吉纳考普劳斯（英語：John Geanakoplos，1955年3月18日—）是一位希腊裔美国经济学家，耶鲁大学詹姆士·托賓讲席教授。他耶鲁大学开放课程中有开设26节课的《金融理论》（Financial Theory）。